# Okres Călărași
Călărași je okres ve středním Moldavsku. Žije zde okolo 64 tisíc obyvatel a jeho sídlem je město Călărași. Na západě sousedí s okresem Ungheni, na severu s okresem Telenești, na východě s okresem Orhei, na jihovýchodě s okresem Strășeni a na jihozápadě s okresem Nisporeni.